# HTC Eindhoven
HTC Eindhoven was een Nederlandse hockeyclub uit Eindhoven.
HTC Eindhoven werd opgericht op 20 oktober 1942 uit een fusie tussen ASV (Algemeene Sport Vereeniging) en ONI (Ontspanning Na Inspanning). Deze clubs werden respectievelijk opgericht op 23-9-1937 en 6-10-1932. HTC stond voor Hockey- en tennisclub. De hockeyclub welke de roepnaam Eindhoven met zich meedroeg, behoorde na de oorlog met EMHC, Oranje Zwart en HTCC tot de vier hockeyclubs van Eindhoven. Met die laatste club fuseerde HTC Eindhoven in 1983 tot PSV Tegenbosch. Beide clubs waren gelieerd aan het Philips-concern en HTC speelde zelf op De Herdgang (PSV Eindhoven). Door bezuinigingen bij Philips op sport werd besloten om De Herdgang volledig voor het voetbal te gebruiken en de nieuwe fusieclub PSV Tegenbosch ging spelen op het terrein van HTCC (sportpark Tegenbosch). PSV Tegenbosch is in 2000 gefuseerd met Racing tot HC Eindhoven.
Huidig: Don Quishoot · Eindhoven · Oranje-Rood 

Voormalig: EMHC · HTCC · HTC Eindhoven · Oranje Zwart · PSV Tegenbosch · Racing Eindhoven